# Ионин, Александр Семёнович
Александр Семёнович Ионин (3 [15] марта 1837, Москва — 21 мая [3 июня] 1900, Санкт-Петербург) — русский дипломат, путешественник, географ, писатель; действительный тайный советник. Старший брат В. С. Ионина.

## Биография
Родился 3 (15) марта 1837 в небогатой дворянской семье — по разным сведениям, в Москве или в слободе Варварка Воронежской губернии. 
В 1854 году окончил курс в Лазаревском институте восточных языков, поступил на службу в министерство иностранных дел. Его дипломатическая деятельность началась в 1856 году в Константинополе. Потом несколько лет он служил в русских дипломатических представительствах на Балканах, в Италии и Греции: в 1857 году — переводчик русского консульства в Сараево, в 1858–1859 годах — консул в Неаполе, в 1860—1869 годах — в Ларисе и Янине. С 1869 года — консул в Рагузе, в 1878–1882 годах — министр-резидент (с перерывами) в Черногории.
В 1883 году, сменив своего приятеля М. А. Хитрово, временно управлял генеральным консульством в Софии, затем до 1892 года был чрезвычайным послом и полномочным министром в Бразилии; одновременно, в 1885—1892 годах — русский посланник в Аргентине. Содействовал установлению дипломатических отношений с Аргентиной (1885), Уругваем (1887) и Мексикой (1890). 
Александр Семёнович Ионин проехал вдоль восточного побережья Южной Америки, от устья Амазонки до Магелланова пролива, и вдоль западного — до перуанского порта Кальяо. Описание путешествия с ценными характеристиками природы, хозяйства и быта населения он изложил в четырёхтомном труде «По Южной Америке», опубликованном в 1892—1902 годах. После выхода 2 томов в 1897 году Академией наук ему была присуждена Макариевская премия.

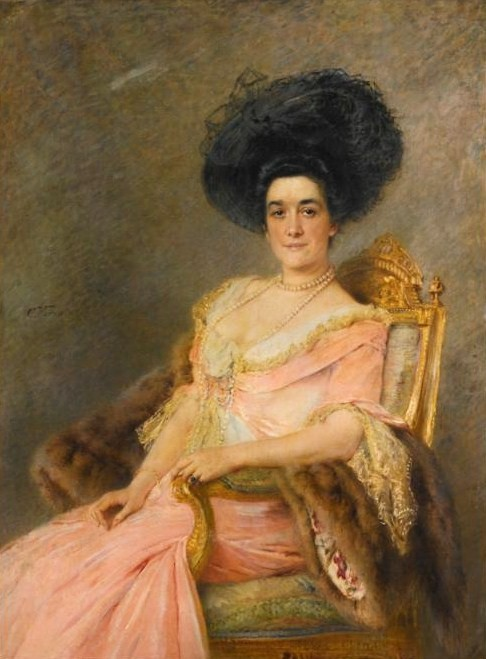
Марина Павловна Ионина на портрете К. Е. Маковского

В 1897—1900 годах был посланником в Швейцарии.
Скончался 21 мая (3 июня) 1900 года в Петербурге и был похоронен в Исидоровской церкви Александро-Невской лавры.

## Семья
Жена — Марина Павловна Ионина, принадлежала к одной из ветвей семьи Негуш. Родители её находились в разладе с управляющей черногорской династией и жили в изгнании. Воспитывалась в Далматинском монастыре около Рагузы. По словам современников, была замечательной красавицей, смуглого типа, имела открытый, веселый нрав и обворожительно гибкий ум; «стоило Марине Павловне улыбнуться, немного стиснув при этом зубы, да пристально взглянуть на собеседника — и мороз пробегал по спине». Жила в основном на своей вилле в Граце или в Петербурге.
- Борис (1880— ?), «офицер императорской армии, с 1902 года служил в конвое Его Императорского Величества. Затем состоял атташе в русских консульствах в Бухаресте, Белграде, Гааге, Париже, Лондоне и Вашингтоне. С 1925 года в эмиграции во Франции. Работал шофером такси»[5].